# BMW Open 2015
BMW Open 2015, oficiálním názvem BMW Open by FWU AG 2015, byl tenisový turnaj pořádaný jako součást mužského okruhu ATP World Tour, který se hrál v areálu MTTC Iphitos na otevřených antukových dvorcích. Konal se mezi 25. dubnem až 3. květnem 2015 v německém Mnichově jako 42. ročník turnaje.
Turnaj s rozpočtem 439 405 eur patřil do kategorie ATP World Tour 250. Nejvýše nasazeným hráčem ve dvouhře se stal třetí tenista světa Andy Murray ze Spojeného království, který potvrdil roli favorita a turnaj vyhrál. Soutěž čtyřhry ovládl pár rakousko-brazilských deblových specialistů Alexander Peya a Bruno Soares.

## Rozdělení bodů a finančních odměn

### Rozdělení bodů
| Soutěž       | vítězové | finalisté | semifinalisté | čtvrtfinalisté | 16 v kole | 32 v kole | Q  | Q3 | Q2 | Q1 |
| ------------ | -------- | --------- | ------------- | -------------- | --------- | --------- | -- | -- | -- | -- |
| dvouhra mužů | 250      | 150       | 90            | 45             | 20        | 0         | 12 | 6  | 0  | 0  |
| čtyřhra mužů | 250      | 150       | 90            | 45             | 0         |           |    |    |    |    |

### Finanční odměny
| Soutěž                              | vítězové | finalisté | semifinalisté | čtvrtfinalisté | 16 v kole | 32 v kole | Q3   | Q2   | Q1 |
| dvouhra                             | €80 000  | €42 100   | €22 800       | €12 990        | €7 655    | €4 535    | €730 | €350 | —  |
| čtyřhra                             | €24 280  | €12 760   | €6 920        | €3 960         | €2 320    | —         | —    | —    | —  |
| částka ve čtyřhře je uvedena na pár |          |           |               |                |           |           |      |      |    |

## Mužská dvouhra

### Nasazení
| Stát                          | Hráč                  | ATP | Nasazení |
| ----------------------------- | --------------------- | --- | -------- |
| Spojené království            | Andy Murray           | 3.  | 1.       |
| Francie                       | Gaël Monfils          | 15. | 2.       |
| Španělsko                     | Roberto Bautista Agut | 16. | 3.       |
| Belgie                        | David Goffin          | 21. | 4.       |
| Německo                       | Philipp Kohlschreiber | 25. | 5.       |
| Austrálie                     | Bernard Tomic         | 26. | 6.       |
| Slovensko                     | Martin Kližan         | 28. | 7.       |
| Itálie                        | Fabio Fognini         | 30. | 8.       |
| Česko                         | Lukáš Rosol           | 33. | 9.       |
| Žebříček ATP k 20. dubnu 2015 |                       |     |          |

### Jiné formy účasti
Následující hráči obdrželi divokou kartu do hlavní soutěže:
- Florian Mayer
- Janko Tipsarević
- Alexander Zverev

Následující hráči postoupili z kvalifikace:
- Dustin Brown
- Gerald Melzer
- Radek Štěpánek
- Mischa Zverev
  -  Michail Ledovskič – jako šťastný poražený
  -  Bastian Trinker – jako šťastný poražený

### Odhlášení
před zahájením turnaje
- Julien Benneteau → nahradil jej Jan-Lennard Struff
- Ivo Karlović → nahradil jej Farrukh Dustov
- Martin Kližan → nahradil jej Bastian Trinker
- Gaël Monfils → nahradil jej Michail Ledovskič
- Andreas Seppi → nahradil jej Vasek Pospisil

### Skrečování
- Pablo Andújar
- Farrukh Dustov

## Mužská čtyřhra

### Nasazení
| Stát                                                                                    | Hráč           | Stát      | Hráč          | ATP | Nasazení |
| --------------------------------------------------------------------------------------- | -------------- | --------- | ------------- | --- | -------- |
| Rakousko                                                                                | Alexander Peya | Brazílie  | Bruno Soares  | 33. | 1.       |
| Spojené království                                                                      | Jamie Murray   | Austrálie | John Peers    | 51. | 2.       |
| Jižní Afrika                                                                            | Raven Klaasen  | Česko     | Lukáš Rosol   | 76. | 3.       |
| Německo                                                                                 | Andre Begemann | Rakousko  | Julian Knowle | 80. | 4.       |
| Žebříček ATP k 20. dubnu 2015; číslo je součtem žebříčkového postavení obou členů páru. |                |           |               |     |          |

### Jiné formy účasti
- Florian Mayer /  Frank Moser
- Alexander Zverev /  Mischa Zverev

## Přehled finále

### Mužská dvouhra
- Andy Murray vs.  Philipp Kohlschreiber, 7–6(7–4), 5–7, 7–6(7–4)

### Mužská čtyřhra
- Alexander Peya /  Bruno Soares vs.  Alexander Zverev /  Mischa Zverev, 4–6, 6–1, [10–5]